# Bernhard Post
Bernhard Post (* 5. Mai 1953 in Mainz) ist ein deutscher Archivar und Historiker. Er war langjähriger Direktor des Hauptstaatsarchivs in Weimar und bis zu seiner Pensionierung Direktor des Thüringer Landesarchivs.

## Leben
Nach dem Studium der Geschichte, Germanistik und Pädagogik an der Mainzer Johannes Gutenberg-Universität von 1975 bis 1980 wurde Post nach einem anschließenden Promotionsstudium von 1981 bis 1984 mit einer Arbeit über Judentoleranz und Judenemanzipation in Kurmainz 1774–1813 promoviert. Anschließend absolvierte er ein Archivreferendariat im Landeshauptarchiv Koblenz und der Archivschule Marburg. Von 1987 bis 1993 arbeitete er als Referent am Hessischen Hauptstaatsarchiv in Wiesbaden. 1993 wurde Post Abteilungsleiter für neuere Bestände am Thüringischen Hauptstaatsarchiv Weimar, von 2002 bis 2008 war er als Leiter der Zentralabteilung im Weimarer Archiv tätig. Ab dem 1. April 2009 war Post Direktor des Hauptstaatsarchivs Weimar und nach der Reformierung des Thüringischen Landesarchivgesetzes Leiter des Landesarchivs Thüringen. Im November 2018 wurde Bernhard Post von der Kulturstaatssekretärin Babette Winter in den Ruhestand verabschiedet.
Post war jahrelang Vorstandsmitglied im Verband deutscher Archivarinnen und Archivare.

## Veröffentlichungen (Auswahl)
- Judentoleranz und Judenemanzipation in Kurmainz 1774–1813. Wiesbaden 1985.
- mit Marlis Gräfe, Andreas Schneider: Die Geheime Staatspolizei im NS-Gau Thüringen 1933–1945. Quellen zur Geschichte Thüringens. II. Halbband, herausgegeben von der Landeszentrale für politische Bildung Thüringen, unveränderte Neuauflage 2005, ISBN 3-931426-83-1 (pdf).
- mit Dietrich Werner: Herrscher in der Zeitenwende. Wilhelm Ernst von Sachsen-Weimar-Eisenach, 1876–1923. Glaux, Jena 2006, ISBN 978-3-931743-94-9.